# Charles-Marie Panneton
Charles-Marie Panneton   (Montreal, 15 de juny de 1845 - Montreal, 3 de gener de 1890) fou un pianista, educador i compositor musical quebequès.
Panneton va assistir al "Collège de Joliette" i va rebre lliçons particulars de Paul Letondal a Mont-real. El 1864 el seu pare el va enviar a estudiar al Conservatori de Leipzig, però va tornar al Canadà al cap de només tres dies. Després va continuar la seva formació al "Conservatoire Royal de Musique et de Déclamation" amb Anton-François Marmontel i amb Camille-Marie Stamaty. Durant aquest temps va assistir a concerts i representacions de teatre, va viure la polèmica entorn a les òperes de Richard Wagner i va tenir accés als salons del compositor Gioacchino Rossini i del pintor Carolus Duran.
El 1874 va tornar al Canadà. La seva mala salut no li va permetre tenir una carrera musical esgotadora. Va ensenyar música a Mont-real i, per evitar els freds hiverns canadencs, a Denver del 1877 al 1881. Allà també va ser organista d'una església catòlica romana durant uns mesos el 1879. Des de 1881 va ensenyar a l'escola de les "Germanes de Ste-Anne a Lachine". Entre els seus estudiants figuraven Antonio Pratte, Joseph Saucier i Jean-Baptiste Denys.
Panneton era membre de la Societat d'Autors, compositors i editors de música (SACEM). Va compondre una peça de piano i la cançó patriòtica Rallions-nous (1874, text de Benjamin Sulte); tanmateix, les seves obres mai no van aparèixer en forma impresa. També va escriure un article per a "La Revue canadienne".